# Bağarcık, Koçarlı
Bağarcık là một xã thuộc huyện Koçarlı, tỉnh Aydın, Thổ Nhĩ Kỳ. Dân số thời điểm năm 2010 là 137 người.